# Fraubrunnen
Fraubrunnen és un municipi del cantó de Berna (Suïssa), cap del districte de Burgdorf.